# هيلينا مورينو
هيلينا مورينو (بالبرتغالية: Helena Moreno‏) (وُلدت في 29 فبراير 1989)، والمعروفة أيضاً باسم هيلينا مورينا، هي ممثلة أنغولية ظهرت في العديد من سلاسل تيلينوفيلا الأنغولية. عملت مورينو خارج مجال الترفيه كمدرسة لغة برتغالية.

## حياتها المهنية
وُلدت هيلينا مورينو في 29 فبراير 1989 في لواندا، أنغولا. كانت عائلتها فقيرة، وكان منزل طفولتها كوخًا بلا نوافذ في إحدى مدن الصفيح. وعلى الرغم من ذلك، فقد ذكرت أن طفولتها كانت سعيدة.
أتى ظهورها التلفزيوني الأول في عام 2002، في إحدى حلقات سلسة تيلينوفيلا الأنغولية. ظهرت مرة أخرى في تيلينوفيلا، ولكن في شخصية ويزا هيرنكس بيريرا في حلقة سويت بيتانغا. أدى هذا الدور إلى عملها في الإذاعة كمقدمة لبرنامج بومباستيكو Bombástico. وتبع ذلك المزيد من الأعمال الفنية في عام 2012 عندما قامت بدور ماريسا ليموس في ويندك. تم تكريمها خلال احتفال عام 2014 للمرأة الأنغولية، إلى جانب ماريا دو روزاريو أمادو ونادر تاتي للعمل على تحسين الثقافة الأنغولية في الفنون.
وبعيدًا عن مجال الترفيه، عملت مورينو كمدرسة للغة البرتغالية في مدرسة أمريكية لكل من المرحلة الابتدائية والثانوية.

## حياتها الشخصية
أعلنت مورينو في عام 2016 أنها حامل من صديقها ميلتون ميجيل، وأنها تنتظر مولودًا ذكر.
ذكرت مورينو أنها ستُعطي الطفل اسم هيلتون، وهو لفظ منحوت من هيلينا وميلتون.

## روابط خارجية
- هيلينا مورينو على موقع IMDb (الإنجليزية)